# 429 Lotis
429 Lotis eller 1897 DL är en asteroid i huvudbältet, som upptäcktes 23 november 1897 av den franske astronomen Auguste Charlois. Den är uppkallad efter nymfen Lotis i den grekiska mytologin.
Asteroiden har en diameter på ungefär 69 kilometer.